# Längdskidåkning vid olympiska vinterspelen 1976
Längdskidåkning vid olympiska vinterspelen 1976 i Innsbruck, Österrike.

## Medaljörer

### Herrar
| Gren                                 | Guld                                                              | Guld       | Silver                                                   | Silver     | Brons                                                                         | Brons      |
| 15 kilometer Detaljer...             | Nikolaj Bazjukov Sovjetunionen                                    | 43:58,47   | Jevgenij Beljajev Sovjetunionen                          | 44:01,10   | Arto Koivisto Finland                                                         | 44:19,25   |
| 30 kilometer Detaljer...             | Sergej Saveljev Sovjetunionen                                     | 1:30:29,38 | Bill Koch USA                                            | 1:30:57,84 | Ivan Garanin Sovjetunionen                                                    | 1:31:09,29 |
| 50 kilometer Detaljer...             | Ivar Formo Norge                                                  | 2:37:30,05 | Gert-Dietmar Klause Östtyskland                          | 2:38:13,21 | Benny Södergren Sverige                                                       | 2:39:39,21 |
| 4 x 10 kilometer stafett Detaljer... | Finland Matti Pitkänen Juha Mieto Pertti Teurajärvi Arto Koivisto | 2:07:59,72 | Norge Pål Tyldum Einar Sagstuen Ivar Formo Odd Martinsen | 2:09:58,36 | Sovjetunionen Jevgenij Beljajev Nikolaj Bazjukov Sergej Saveljev Ivan Garanin | 2:10:51,46 |

### Damer
| Gren                                | Guld                                                                          | Guld       | Silver                                                                    | Silver     | Brons                                                                         | Brons      |
| 5 kilometer Detaljer...             | Helena Takalo Finland                                                         | 15:48,69   | Raisa Smetanina Sovjetunionen                                             | 15:49,73   | Nina Balditjova Sovjetunionen                                                 | 16:12,12   |
| 10 kilometer Detaljer...            | Raisa Smetanina Sovjetunionen                                                 | 30:13,41   | Helena Takalo Finland                                                     | 30:14,28   | Galina Kulakova Sovjetunionen                                                 | 30:38,61   |
| 4 x 5 kilometer stafett Detaljer... | Sovjetunionen Nina Balditjova Zinaida Amosova Raisa Smetanina Galina Kulakova | 1:07:49,75 | Finland Liisa Suihkonen Marjatta Kajosmaa Hilkka Riihivuori Helena Takalo | 1:08:36,57 | Östtyskland Monika Debertshäuser Sigrun Krause Barbara Petzold Veronika Hesse | 1:09:57,95 |